# Life Cycles
| Críticas profissionais  | Críticas profissionais |
| Pontuações agregadas    | Pontuações agregadas   |
| Fonte                   | Avaliação              |
| ----------------------- | ---------------------- |
| Metacritic              | (80/100)               |
| Avaliações da crítica   |                        |
| Fonte                   | Avaliação              |
| Absolute Punk           | 80%                    |
| Allmusic                | positivo               |
| Alternative Press       | [ 6 ]                  |
| Kerrang!                | [ 7 ]                  |
| Revolver                | [ 8 ]                  |
| Rock Sound              | [ 9 ]                  |
| Ultimate Guitar Archive | [ 10 ]                 |

Life Cycles é o segundo álbum de estúdio da banda americana de metalcore The Word Alive. O álbum foi lançado em 03 Julho de 2012, pela Fearless Records. O álbum apresenta um som mais maduro e mais complexo que o albúm anterior Deceiver como afirma o vocalista Tyler "Telle" Smith. Life Cycles também é o primeiro lançamento da banda sem o tecladista Dusty Riach, que saiu da banda no início de 2012.
Durante a sessão de gravação do álbum um total de 17 faixas foram gravadas. Embora, apenas 13 faixas foram incluídas no álbum. A versão deluxo foi originalmente planejada, no entanto, a banda decidiu não lança-la. No entanto quem comprar o álbum pela Amazon e o iTunes acompanham uma faixa bônus, respectivamente.

## Gravação
Durante o final de 2011, a banda já tinha planos para entrar em  estúdio para gravar o segundo álbum e afirmando que seria produzido por Joey Sturgis. O álbum é reivindicado ter um som mais pesado, e maduro, devido ao fato de que a banda escolheu Joey Sturgis como o produtor.
Foi anunciado em 2 de Fevereiro de 2012, que o tecladista Dusty Riach e o baterista Justin Salinas deixariam a banda, tornando este o primeiro lançamento sem Riach. No final de Março, a banda oficialmente anúnciou que um novo baterista havia sido escolhido Luke Holland, no entanto, Holland não foi incluído para as sessões de gravação do Life Cycles. O baterista que gravou as sessões de gravações do Life Cycles foi feito por um amigo da banda chamado Matt Horn. Em 01 de Abril de 2012 durante um show, Smith anunciou que o álbum será lançado em 03 de Julho de 2012.

## Promoção
A banda tocou uma música do álbum pela primeira vez em 31 de Março de 2012 durante o Las Vegas' Extreme Thing festival, que foi também a primeira apresentação com o atual baterista da banda, Luke Holland. O título da música que foi tocada foi "Wishmaster".
Em 8 de Maio, a banda anúnciou a capa do álbum, juntamente com a lista completa de faixas da versão padrão do álbum. Em 15 de Maio, a banda lançou uma prévia da música "Wishmaster" na pagina oficial da banda no Facebook. A previsão inclui as datas dos shows para o All Stars Tour. Em 31 de Maio, a banda lançou outra pré-visualização de 33 segundos da música "Entirety". Incluído com este preview, eles anunciaram que as pré-encomendas para o álbum serão liberadas em 7 de Junho e que quem comprar as pré-encomendas receberão uma cópia digital gratuita de "Entirety". Em 7 de Junho de 2012, um vídeo lírico da música "Entirety" foi publicado em sites selecionados, como a Revista Revolver. Em 8 de Junho de 2012, a banda oficialmente postou o vídeo lírico de "Entirety" em seu Facebook. Em 18 de Junho, a música titúlo do álbum intitulada "Life Cycles" foi lançado em 00:00 EST como segundo single do álbum.

## Recepção
O álbum recebeu críticas positivas dos críticos de música sobre o seu lançamento. No Metacritic o álbum recebeu uma pontuação média de 80 de 100, baseado em 5 avaliações, o que indica "revisões geralmente favoráveis". Matt Higgs do Rock Sound disse "Life Cycles não pode empurrar os limites, mantendo-se muito das estilizações de estréia da banda, mas a soma é realmente tão grande quanto todas as suas partes". Drew Beringer do Abslout Punk disse "mesmo que este não é o seu gênero preferido, não há como negar que Life Cycles é um dos álbums mais pessoais e genuínos de 2012 "e continuou" The Word Alive não está tentando ser o próximo ou maior que nenhuma outra banda, Telle Smith e companhia estão apenas tentando dar aos fãs algo de música honesta e sincera, algo que sinceramente realizarão em Life Cycles".
Kim Woodcock de Kill the Music disse que "... a decisão de substituir o tecladista lhes permitiu brincar com uma série de sons para preencher esse espaço, e isso a sério parece incrível" e que "as harmonias de Tyler limpa certamente impulsionar o contraste entre a voz e os gritos."
O álbum estreou no número 50 na Billboard 200, vendendo cerca de 10.000 de cópias em sua primeira semana.

## Faixas
| Life Cycles    |                   |         |  |
| N.º            | Título            | Duração |  |
| 1.             | "Dragon Spell"    | 4:09    |  |
| 2.             | "Wishmaster"      | 3:47    |  |
| 3.             | "Entirety"        | 4:07    |  |
| 4.             | "For Your Health" | 3:34    |  |
| 5.             | "Bar Fight"       | 3:41    |  |
| 6.             | "Life Cycles"     | 4:21    |  |
| 7.             | "Evolution"       | 4:25    |  |
| 8.             | "Hidden Lakes"    | 3:30    |  |
| 9.             | "Ambitionary"     | 3:09    |  |
| 10.            | "Live a Lie"      | 4:14    |  |
| 11.            | "Belong"          | 4:07    |  |
| 12.            | "Room 126"        | 3:55    |  |
| 13.            | "Astral Plane"    | 3:13    |  |
| Duração total: | Duração total:    | 50:12   |  |

| Amazon Faixas Bônus |                  |         |  |
| N.º                 | Título           | Duração |  |
| 14.                 | "The Conscience" | 4:02    |  |
| Duração total:      | Duração total:   | 54:02   |  |

| iTunes Faixas Bônus |                 |         |  |
| N.º                 | Título          | Duração |  |
| 15.                 | "Smoke Monster" | 3:51    |  |
| Duração total:      | Duração total:  | 53:51   |  |

## Paradas
| Parada (2011)                                | Posição nas paradas |
| -------------------------------------------- | ------------------- |
| US Billboard 200                             | 50                  |
| US Billboard US Billboard Independent Albums | 7                   |
| US Billboard US Billboard Hard Rock Albums   | 5                   |

## Produção
The Word Alive
- Tyler "Telle" Smith – Vocal
- Zack Hansen – Guitarra, Programação
- Tony Pizzuti – Guitarra, Programação
- Daniel Shapiro – Baixo

Sessões de estúdio
- Matt Horn – Bateria

Produção
- Produzido por Joey Sturgis
- Mixado e Masterizado por Joey Sturgis
- Produção vocal por Allen Hessler[26]